# 1908년 하계 올림픽 튀르키예 선수단
오스만 제국은 1908년 10월 12일에서 영국 런던에서 열린 제4회 하계 올림픽에 공식적인 첫 참가를 했다. 이전 1896년 올림픽에서 스미르나 출신 선수 2명 정도가 참가했었지만 이들은 그리스 국적 선수로 뛰었다. 오스만 제국은 이 대회에서 튀르키예라고 불렸고, 체조 부문에 알레코 물로스를 출전시켰다.

## 체조
| 선수          | 종목          | 점수  | 순위 |
| ------------- | ------------- | ----- | ---- |
| 알렉코 물로스 | 남자 올라운드 | 154.5 | 67   |